# Wi-Fi Alliance
Pour les articles homonymes, voir Wi-Fi (homonymie).
La Wi-Fi Alliance, anciennement  Wireless Ethernet Compatibility Alliance (WECA), est un consortium qui possède la marque Wi-Fi. Il est situé à Austin au Texas. WECA a été renommée Wi-Fi Alliance en 2003. 

## Présentation
Le terme « Wi-Fi » est relatif à l'ensemble des standards du groupe IEEE 802.11 qui spécifie les méthodes et techniques d'un réseau sans fil. Les premiers équipements conçus à partir des préconisations de la norme IEEE 802.11 ont rencontré des problèmes d'interopérabilité car l'IEEE n'avait pas les moyens de tester et valider selon leurs standards les équipements disponibles sur le marché. 

## Historique
En 1999, les 6 pionniers du nouveau standard 802.11b 3Com, Aironet (dorénavant Cisco), Harris Semiconductor (dorénavant Intersil), Lucent (dorénavant  Agere), Nokia et Symbol Technologies forment la Wireless Ethernet Compatibility Alliance (WECA) et déposent la nouvelle technique Wi-Fi. Le but de cette organisation indépendante est de tester et certifier l'interopérabilité des produits et de promouvoir cette technologie. 
En 2014, la plupart des équipementiers du 802.11 fait partie de la Wi-Fi Alliance qui compte 600 membres. 
La Wi-Fi Alliance possède et contrôle le logo « Wi-Fi CERTIFIED », une marque déposée, qui est apposée uniquement sur les équipements certifiés. Avec ces équipements certifiés, l'utilisateur ne rencontrera, a priori, pas de problème d'interopérabilité. Ceci n'est cependant pas garanti car les standards évoluent et n'impliquent pas uniquement l'interopérabilité du format radio et des données mais aussi celle des protocoles de sécurité.
En janvier 2024, la Wi-Fi Alliance lance son programme de certification officielle des appareils sans fil compatibles avec la dernière norme WiFi 7 (802.11be).